# Belcastel (Aveyron)
Belcastel é uma comuna francesa na região administrativa de Occitânia, no departamento de Aveyron. Estende-se por uma área de 10,74 km². Em 2010 a comuna tinha 196 habitantes (densidade: 18,2 hab./km²).
Pertence à rede das As mais belas aldeias de França.